# روابط ارمنستان و اسرائیل
روابط ارمنستان و اسرائیل روابط دوجانبه ارمنستان و اسرائیل است. از سال ۱۹۹۳ تا ۲۰۰۷، ارمنستان توسط سفارت اسرائیل در گرجستان خدمت می‌کرد. در سال ۱۹۹۶، تسولاک مومجیان به عنوان کنسول افتخاری ارمنستان در اورشلیم منصوب شد. یازده سال پس از آن، محل اقامت سفارت اسرائیل در ارمنستان به اورشلیم منتقل شد. در اکتبر ۲۰۱۰، شموئل می‌روم به عنوان سفیر اسرائیل در ارمنستان منصوب شد. آرمن ملکونیان در سال ۲۰۱۲ با اقامت در قاهره به عنوان سفیر ارمنستان در اسرائیل منصوب شد. در اکتبر همان سال، ملکونیان مدارک خود را به رئیس‌جمهور اسرائیل شیمون پرز اهدا کرد. در ۲۱ سپتامبر ۲۰۱۹ ارمنستان اعلام کرد که در حال افتتاح سفارت در اسرائیل است. علی‌رغم روابط عمومی صمیمانه میان این دو، روابط آن‌ها پس از خروج سفیر ارمنستان از اسرائیل به دلیل تأمین تسلیحات به دشمن ارمنستان، جمهوری آذربایجان، در جنگ دوم قره‌باغ متشنج شد.

## روابط اقتصادی و جهانگردی
از زمان استقلال، ارمنستان مورد حمایت اسرائیل قرار گرفته و یکی از شرکای تجاری آن است. ارمنستان ایر دو بار در هفته به اسرائیل پرواز می‌کند و ارمنستان خواهان افزایش گردشگری از اسرائیل است.

## موضع‌گیری در مورد نسل‌کشی ارامنه
اسرائیل نسل‌کشی ارامنه را به رسمیت نمی‌شناسد. به رسمیت شناختن نسل‌کشی در سالهای پس از استقلال ارمنستان از اتحاد جماهیر شوروی در سال ۱۹۹۱ موضوع بحثی در اسرائیل شد. ترکیه هشدار داده‌است که برچسب زدن به رویدادها به عنوان نسل‌کشی توسط اسرائیل یا ایالات متحده به روابط این کشور با اسرائیل آسیب می‌رساند. در اکتبر ۲۰۰۸، کنست رأی داد که کمیته پارلمانی با اصرارهایم اورون، رئیس میرتس، در مورد نسل‌کشی ارامنه تشکیل شود و منجر به جلسات کمیته‌های امور خارجه و دفاع شود. دولت ترکیه برای جلوگیری از به رسمیت‌شناسی، به لابی گری ادامه داد. به گزارش اورشلیم پست، «بسیاری از اسرائیلی‌ها مشتاق هستند که کشورشان نسل‌کشی را به رسمیت بشناسد». در تابستان ۲۰۱۱، کنست اولین بحث خود را در این مورد برگزار کرد. پارلمان اسرائیل با رأی موافق ۲۰–۰، جلسه علنی این موضوع را کمیته آموزش، فرهنگ و ورزش به درخواست زاهوا گال اون عضو مرتس کنست تصویب کرد. با تصویب لایحه ای که گیلاد اردان، وزیر کابینه اسرائیل و متحد نزدیک نخست‌وزیر بنیامین نتانیاهو، به دلایل سیاسی ارائه داد، متوقف شد. رئیس مجلس کنست، رووین ریولین، یکی از حامیان این لایحه، گفت: «وظیفه من به عنوان یهودی و اسرائیلی این است که مصیبت‌های مردم دیگر را به رسمیت بشناسم.» ریولین به کمیته اقدام ارامنه مستقر در اسرائیل گفت که قصد دارد جلسه پارلمان سالانه را به مناسبت نسل‌کشی ارامنه معرفی کند.
جامعه ارمنی اورشلیم معتقد است که انکار نسل‌کشی به دلیل ترس از به خطر انداختن روابط دیپلماتیک با ترکیه است. یایر آرون، مورخ، محقق و متخصص اسرائیلی و متخصص در مطالعات هولوکاست و نسل‌کشی، گفت که اسرائیل نگران آسیب رساندن به روابط تجاری فعلی خود با ترکیه است و می‌خواهد منحصر به فرد بودن هولوکاست را حفظ کند.
رئیس‌جمهور اسرائیل رووین ریولین در ۹ مه ۲۰۱۶ از کلیسای جامع ارمنی قدس دیدار کرد. وی در پایان سخنان خود گفت که "ارمنی‌ها در سال ۱۹۱۵ قتل عام شدند. والدین من به یاد می‌آورند که هزاران مهاجر ارمنی در کلیسای ارمنی‌ها پناهنده شده‌اند. هیچ کس در اسرائیل انکار نمی‌کند که یک ملت قتل عام شده‌است. "